# Wide Angle Search for Planets
SuperWASP (Wide Angle Search for Planets) – międzynarodowy program badawczy mający na celu wyszukiwanie planet pozasłonecznych. W 2006 roku ogłoszono odkrycie pierwszej planety, która nosi nazwę WASP-1 b. Obecnie (7 lipca 2013) w Encyklopedii pozasłonecznych układów planetarnych wymienione są 72 planety odkryte w ramach tego programu, 3 z nich zostały niezależnie odkryte w ramach Projektu HATNet.
W programie SuperWASP bierze udział osiem, głównie brytyjskich, ośrodków badawczych i akademickich:
- University of Cambridge
- Instituto de Astrofisica de Canarias
- Isaac Newton Group of Telescopes
- Keele University
- University of Leicester
- The Open University
- Queen’s University Belfast
- University of St Andrews.

Obserwacje prowadzone są w dwóch zautomatyzowanych, zlokalizowanych w dwóch różnych miejscach na kuli ziemskiej obserwatoriach, co pozwala obserwować obie półkule nieba. Pierwsze (SuperWASP-North) znajduje się na wyspie La Palma, a drugie (SuperWASP-South) na terenie South African Astronomical Observatory w Południowej Afryce.